# Classe Maracaibo
La classe Maracaibo era una classe di navi da sbarco per mezzi corazzati (Landing Ship Tank - LST) britannica, sviluppata all'inizio della seconda guerra mondiale. Rappresenta la prima realizzazione alleata e forse mondiale nel settore delle navi da sbarco per mezzi corazzati; questa classe fu seguita dalle 3 unità della classe Boxer.

## Prologo
Durante i bui mesi del 1940 l'ammiragliato britannico venne incoraggiato da Churchill a escogitare un tipo di nave capace di spiaggiarsi e sbarcare carri armati sulla battigia, facendo a meno delle infrastrutture portuali, che in tempo di guerra difficilmente sarebbero state conquistate utilizzabili. Praticamente, una versione militare dei traghetti Ro-Ro con rampa di carico per veicoli.
La cosa non era facile come si potrebbe credere, perché si trattava delle classiche 'esigenze contrastanti' ovvero costruire navi di elevato dislocamento che valessero il loro costo e potessero far fronte a traversate oceaniche, mentre al tempo stesso avessero un pescaggio ridotto e una linea dello scafo opportuna, che le rendeva idonee a spiaggiarsi come grandi balene, sbarcando da un portello prodiero stagno i carri armati, possibilmente con l'ausilio di pontoni o di rampe.

## Progetto
Le prime navi da sbarco per mezzi corazzati e veicoli vari inglesi vennero derivate da 3 petroliere costruite nel 1937-38 per servire nelle coste del Venezuela, e pertanto conosciute nella Marina Inglese come Classe Maracaibo. Per questo esse possedevano una interessante caratteristica, quella di avere un pescaggio talmente basso da poter essere adoperate per spiaggiarsi e sbarcare veicoli. Infatti, nelle zone petrolifere del Venezuela vi erano abbondanti secche, che richiedevano navi di poca immersione. Per modificarle opportunamente, la zona prodiera venne completamente riattata, con l'eliminazione di una piccola sovrastruttura e la risistemazione dei locali interni.
L'armamento era installato in ragione della difesa aerea ma anche della copertura della nave durante gli sbarchi, con l'adozione anche di mortai nebbiogeni.

## Validità operativa
Benché queste navi fossero tutt'altro che scevre di difetti, rappresentarono bene la validità del concetto e oltre a prestare attivo servizio, ebbero un numeroso seguito, ma anche con progetti migliorati le LST non avrebbero mai potuto eseguire sbarchi sul 83% (5/6) delle coste mondiali. Solo gli Hovercraft (LCAC) hanno raggiunto un maggiore livello, comunque non superiore al 70%.